# Gardner Dozois
Gardner Raymond Dozois (ur. 23 lipca 1947 w Salem, zm. 27 maja 2018 w Filadelfii) – amerykański pisarz i wydawca literatury science fiction. W latach 1984–2004 był redaktorem naczelnym pisma Asimov’s Science Fiction, jest także twórcą wielu nagrodzonych antologii. Mieszkał w Filadelfii.

## Życie twórcze
Na polu edytorstwa zdobył piętnastokrotnie nagrodę Hugo (w latach 1988–2004) oraz szesnastokrotnie nagrodę Locusa (w latach 1989–2004) w kategorii najlepszy wydawca. Wydawane przez niego antologie również siedemnastokrotnie zdobyły nagrodę Locusa, w latach 1987–2008.
Jako pisarz Dozois zasłynął przede wszystkim krótkimi formami. Zadebiutował w 1967 opowiadaniem The Empty Man opublikowanym w magazynie „Worlds of IF”. Dwukrotnie zdobył nagrodę Nebula, za utwory: The Peacemaker (1983) i Morning Child (1984), był także pięciokrotnie nominowany do Hugo. Wydał trzy powieści, z czego dwie ze współautorami (Nightmare Blue w 1977 z George’em Alekiem Effingerem i Hunter’s Run w 2008 z George’em R.R. Martinem i Danielem Abrahamem; samodzielnie – Strangers w 1978).

## Publikacje
Spośród wielu wydanych przez niego antologii większa część ukazał się w trzech cyklach:
- Magic Tales Anthology Series (36 antologii w latach 1982–2007, wraz z Jackiem Dannem(inne języki));
- Isaac Asimov’s Series (23 antologie w latach 1989–2001, większość wraz z Sheilą Williams(inne języki));
- Year’s Best Science Fiction Series (25 antologii w latach 1984–2008).